# Titan Dome
Titan Dome är en glaciär i Antarktis. Den ligger i den centrala delen av kontinenten. Nya Zeeland gör anspråk på området. Titan Dome ligger 3 200 meter över havet.
Terrängen runt Titan Dome är huvudsakligen en högslätt. Titan Dome ligger uppe på en höjd. Titan Dome är den högsta punkten i trakten. Trakten är obefolkad. Det finns inga samhällen i närheten.